# Reithrodontomys chrysopsis
Reithrodontomys chrysopsis és una espècie de mamífer rosegador de la família dels cricètids. És endèmic de Mèxic, on la seva distribució s'estén des del sud-est de Jalisco fins al centre-oest de Veracruz. El seu hàbitat natural són els boscos de pins i roures situats a gran altitud. És una espècie en risc mínim, és a dir, no sembla que hi hagi cap amenaça significativa per a la seva supervivència. El seu nom específic, chrysopsis, significa «d'aspecte daurat» en llatí.